# Podwójny jubileusz
Podwójny jubileusz - czwarty album kompilacyjny Hanny Rek wydany w formie płyty winylowej przez Teddy Records w 2017 roku. Płyta zawierała archiwalne nagrania artystki z lat 1958 - 1964.

## Lista utworów
Strona a:
1. Nasze pierwsze dni (Zygmunt Karasiński - Jacek Bocheński)
2. Nie powiesz nic (Ryszard Sielicki - Mirosław Łebkowski)
3. Pada cichy deszcz (Zygmunt Karasiński - Eugeniusz Żytomierski)
4. Serce mnie boli (Jarosław Abramow-Newerly - Agnieszka Osiecka)
5. To jest dzień (Zygmunt Karasiński - Bogusław Choiński, Jan Gałkowski)
6. Czarny szal (Ryszard Sielicki - Karol Kord)
7. Diana (Paul Anka - Paul Anka)

Strona b:
1. Pójdziemy w deszcz (Adam Markiewicz - Jan Zalewski)
2. Dałeś trąbkę mi, w której złoto lśni (Adam Markiewicz - Tadeusz Urgacz)
3. Nocne canto (Bogusław Klimczuk - Janusz Laskowski)
4. Szczęście (Manos Hadjidakis - Ola Obarska)
5. Twój mały zegarek (Marian Radzik - Jadwiga Dumnicka, Andrzej Tylczyński)
6. Daj mi zachować wspomnienia (Henryk Klejne, Roman Sadowski)
7. Czy pamiętasz ten dom (Romuald Żyliński - Jadwiga Dumnicka)

## Charakterystyka albumu
Album Podwójny jubileusz zawiera archiwalne nagrania Hanny Rek z lat 1958-1964 dokonane w studiach Polskiego Radia, oraz Polskich Nagrań w Warszawie. Album ukazał się z okazji 50 lecia działalności artystycznej artystki. Nagrania Polskich Nagrań zamieszczone na albumie zostały przegrane z płyt archiwalnych wytwórni i poddane remasteringowi. Utwory zawarte na płycie pochodzą z różnych sesji nagraniowych, podczas których artystka zarejestrowała utwory z towarzyszeniem zarówno orkiestr jak i zespołów instrumentalnych.

## Muzycy
- Hanna Rek - śpiew
- Zespół Instrumentalny Leszka Bogdanowicza
- Zespół Instrumentalny Bogusława Klimczuka
- Zespół Instrumentalny Jerzego Abratowskiego
- Orkiestra Taneczna Polskiego Radia p/d Edwarda Czernego
- Orkiestra Taneczna Polskiego Radia p/d Kazimierza Turewicza

## Realizatorzy
- Rekonstrukcja nagrań - Teddy Records
- Redakcja - Arkadiusz Kantor

## Okładka
- Zdjęcia na okładce - Bogusław Wyrobek (front), Jerzy Benedykt-Dorys (tył)
- Projekt graficzny - Tadeusz Stolarski
- Koloryzacja zdjęć - Marcin Sikora